# ژوزه کاتیو
ژوزه کاتیو (فرانسوی: José Catieau‎؛ زادهٔ ۱۷ ژوئیهٔ ۱۹۴۶) دوچرخه‌سوار اهل فرانسه است.